# Rudolf Hoernlé
Rudolf Hoernlé, auch Augustus Frederic Rudolf Hoernle, (* 14. November 1841 in Secundra, Agra; † 12. November 1918 in Oxford) war ein deutsch-britischer Orientalist und Missionar.

## Leben
Hoernlé war der Sohn des deutschstämmigen protestantischen Missionars in Britisch-Indien Christian Theophilus Hoernlé (1804–1882), der die Evangelien ins Kurdische und Urdu übersetzte. Hoernlé wurde bei seinen Großeltern in Deutschland und in der Schweiz erzogen, besuchte das Seminar in Schönthal (Oberpfalz) und studierte Theologie in Basel und ab 1860 Theologie in London, wo er auch 1864/65 Sanskrit bei Theodor Goldstücker am University College London studierte. 1864 wurde er ordiniert. 1865 ging er als Missionar der Church Missionary Society nach Indien, lehrte ab 1869 an der Benares Hindu University in Varanasi (damals Jay Narayan College). Hier traf er Dayanandi Sarasvati, über den er veröffentlichte. Von 1878 bis 1881 leitete er das Cathedral Mission College in Kalkutta und war dann beim Indian Educational Service als Prinzipal der Calcutta Madrasah. Er war aktiv in der Asiatic Society of Bengal, begutachtete Münzen und archäologische Funde für die Regierung und später die Funde aus Zentralasien in British Collection of Central Asian Antiquities. Im Ruhestand lebte er ab 1899 in Oxford, wo er 1918 an der Spanischen Grippe starb.
Er ist bekannt für Studien früher Handschriften zur indischen Medizin (das 1890 an der Seidenstraße entdeckte Bower-Manuskript, 4. bis 6. Jahrhundert, Bodleian Library) und Mathematik (Bakhshali-Manuskript, 1881 gefunden, Bodleian Library). Das Bower Manuskript galt damals als ältestes indische Handschrift und löste nach der Veröffentlichung 1891 eine Suche nach weiteren Manuskripten an der Seidenstraße aus, an der sich auch russische Konkurrenten der Briten beteiligten.
Viele Handschriften wurden ihm von der indischen Regierung zur Bearbeitung anvertraut und er erhielt auch Texte von Aurel Stein, dessen Funde an der Seidenstraße er katalogisierte. Stein machte ihn auch auf Fälschungen aufmerksam, auf die er vorher hereingefallen war und publizierte (A Collection of Antiquities from Central Asia, Journal of the Asiatic Society of Bengal 1899). Er hatte sie vom Konsul in Kaschgar George Macartney (1867–1945) erhalten. Sie waren von einem gewissen Islam Akhun gefälscht, nachdem unter anderem nach der Entdeckung des Bower-Manuskripts eine intensive Suche nach alten Handschriften an der Seidenstraße begann. Stein befragte Akhun und berichtet darüber in seinem Buch Ancient Khotan.
Hoernle war ein Experte für die Sakische Sprache, in der viele der Handschriften-Funde auf der Seidenstraße aus dem buddhistischen Königreich von Hotan verfasst waren.
Er erhielt 1897 den Order of the Indian Empire.
1902 erhielt er einen Magister artium ehrenhalber der Universität Oxford.
Sein Sohn Alfred Hoernle (1880–1943) war ein bekannter Philosoph, sein Neffe Edwin Hoernle (1883–1952) war als Präsident der Deutschen Zentralverwaltung für Land- und Forstwirtschaft für die Durchführung der Bodenreform in der DDR verantwortlich. Sein Onkel Theodor Mögling war ein führender Mann in der 1848er Revolution in Baden.

## Hoernle Collection, Otani-Universität
Der japanische Sanskrit-Forscher, Mönch Izumi Hōkei (1884–1947) und späterer Professor an der Ōtani-Universität in Kyoto reiste 1918 nach Europa, um Hoernle direkt kennenzulernen. Doch ließ sich das Treffen wegen Hoernles Tod nicht verwirklichen. 1920 entdeckte er in einer Buchhandlung in Cambridge eine Sammlung von 431 überwiegend in Indien, teils auch in Großbritannien, Frankreich und Deutschland publizierten Büchern zu Buddhismus, Medizin, Sprachen und Literatur aus dem ehemaligen Besitz Hoernles. Diese wird heute in der Bibliothek der Ōtani-Universität aufbewahrt.

## Schriften
- On the Bakshali manuscript, Wien: A. Hölder 1887 (Verhandlungen des VII internationalen Orientalisten-Kongresses, Wien 1886),  Archive
- The Bakshali Manuscript, The Indian Antiquary, Band 17, 1888, S. 33–48, 275–279
- The Bheda Samhita in the Bower Manuscript, The Journal of the Royal Asiatic Society of Great Britain and Ireland, 1910, S. 830–833.
- The Bower manuscript; facsimile leaves, Nagari transcript, romanised transliteration and English translation with notes, Calcutta: Archaeological Society of India 1897, Reprint New Delhi: Aditya Prakashan, 1987, Teil 3 bis 7, Archive
- Comparative Grammar of the Gaudian Languages, 1880